# Гонококк
Гонококк (лат. Neisseria gonorrhoeae) — вид грамотрицательных диплококков рода Neisseria. Вызывают гонорею — антропонозную венерическую инфекцию, характеризующуюся гнойным воспалением слизистых оболочек, чаще мочеполовой системы.

## Биологические свойства
Гонококк — неподвижный грамотрицательный парный кокк (диплококк), обе половинки которого имеют сходство с кофейными зёрнами, обращёнными вогнутой стороной друг к другу. Фагоцитированные полинуклеарными нейтрофилами гонококки чаще не погибают, а сохраняют жизнеспособность и вирулентность (эндоцитобиоз) и даже размножаются.
В неблагоприятных условиях, в частности под воздействием антибактериальных препаратов, гонококки могут трансформироваться в L-форму или изменять свои свойства (так называемые формы Аша).
Гонококки можно выращивать на искусственных питательных средах, они лучше растут при наличии нативного человеческого белка в атмосфере с повышенным содержанием CO2 при 37 °C.
Устойчивые внутри организма носителя, во внешней среде гонококки мало устойчивы. Гонококки гибнут по мере высыхания субстрата, в котором находятся и при нагревании уже до 40—45 °C. Почти моментально они погибают в мыльной воде, на них губительно действуют слабые соли серебра, растворы антисептиков и многие антибиотики.
В организме человека гонококки относительно быстро приобретают устойчивость к антибиотикам и сульфаниламидным препаратам; постепенно нарастает частота штаммов, продуцирующих бета-лактамазу (пенициллиназу).

## Болезнь
Передача возбудителей происходит, как правило, половым путём или через личные вещи. У 10 % инфицированных мужчин и 80 % инфицированных женщин болезнь протекает бессимптомно.
Из-за общности путей передачи возбудителя возможна смешанная инфекция, при которой помимо гонококков имеются хламидии, уреаплазмы, трихомонады, грибки кандида, вирусы герпеса и др. Известно, что гонорея при сопутствующем ей трихомонозе лечится с большим трудом, и связано это с тем, что трихомонады — возбудители трихомониаза — «поглощают» гонококки и делают их недоступными для антибиотиков. Кроме того, гонококки способны к эндоцитобиозу — то есть, жить и размножаться внутри других клеток, в частности, внутри кровяных клеток — лейкоцитов. В таких случаях после гибели гонококков воспалительный процесс могут поддерживать эти микроорганизмы (постгонорейные заболевания). Гонорея часто отмечается у больных сифилисом.
Гонококки паразитируют главным образом на слизистых оболочках, выстланных цилиндрическим или железистым эпителием (уретры, канала шейки матки, дистальной части прямой кишки, конъюнктивы). Поражение глаз у взрослых возникает вследствие заноса возбудителей руками с мочеполовых органов. Возможно также бытовое заражение девочек при нарушении гигиенических правил («горшечная» инфекция, совместная постель с больной гонореей, пользование общими предметами личной гигиены, например губками, и пр.) Поражения слизистых оболочек, покрытых многослойным плоским эпителием, как и поражения кожи, возникают редко, лишь при особых обстоятельствах (травма, гормональная перестройка организма, иммунодефицитные состояния). Размножаясь на поверхности эпителия, гонококки могут вызывать его деструкцию и попадать в поверхностные лимфатические и кровеносные сосуды. Время, необходимое для проникновения гонококков в подэпителиальный слой и развития воспаления, определяет продолжительность инкубационного периода: от 1—2 дней до 1 месяца и более.
Диагностическое значение имеет повышенное содержание лейкоцитов в моче при отсутствии каких-либо жалоб. Диагноз считается доказанным только при определении возбудителей в мазках или посевах.

## Лечение и профилактика
В большинстве случаев гонококки устойчивы к пенициллину и его дериватам, часто используют Цефтриаксон (антибиотик третьего поколения из цефалоспоринов) в комбинации с Азитромицином. Лечению подлежат все половые партнёры.
Распространение лекарственной устойчивости возбудителей урогенитальных инфекций (прежде всего гонококков) к применяемым антибиотикам чревато неудачами лечения и дальнейшим нарастанием числа резистентных штаммов и распространению инфекции в целом. В 1977 году в США было зарегистрировано 190 пенициллиноустойчивых штаммов, а в 1982 году уже 40 000, т. е. 4 % от числа всех больных гонореей. В 1991 году 13 % всех выделенных в США штаммов были устойчивыми к пенициллину. В отдельных регионах — Нью-Йорке, Флориде, Калифорнии — эти показатели были ещё выше. С 1993 года в США стали регистрироваться штаммы гонококков, у которых резистентность к пенициллину уже была закреплена на генетическом уровне. Зафиксированы случаи резистентности гонококков к тетрациклинам, аминогликозидам, спектиномицину.
В России, по данным профессора Л. Страчунского, резистентность гонококков распространяется на препараты группы пенициллинов (ампициллин, ампиокс, бициллины), а также доксициклин, которые нецелесообразно использовать для лечения гонореи.
Согласно предписанию Центра по контролю заболеваемости США лечение неосложненной гонореи производится однократным внутримышечном введением 250 мг Цефтриаксона в комбинации с 1 г Азитромицина перорально .
Пациенты также должны быть проверены на другие инфекции, передаваемые половым путём, особенно на хламидиоз, так как он сопутствует протеканию болезни (до 50 % случаев). 
Вероятность заражения можно уменьшить, используя презервативы, а также с помощью мытья и обработки половых органов дезинфицирующими средствами: (гибитан, цидипол, мирамистин, бетадин) в течение первых 2 часов после полового контакта.